# 洪婉臻
洪婉臻（1983年7月17日—），中華民國政治人物，民主進步黨籍，現任台北市議員。畢業於臺灣大學國家發展研究所、文化大學新聞研究所、東吳大學政治系，曾任台視記者、主播、澳亞衛視、三立記者。2019年，擔任正常國家促進會辦公室主任。2020年，擔任立法院游錫堃院長辦公室主任。

## 曾報導、主持節目與作品

### 媒體業經歷
- 三立新聞台 記者: 主跑黨政.立法院主連
- 澳亞衛視(澳門站)/晨.午間主播.節目主持.主編.記者
- ◇澳亞衛視 晨間.午間主播
- ◇澳亞衛視 澳門萬象專題節目主編
- ◇澳亞衛視 澳門萬象專題節目主持人
- ◇澳亞衛視 澳門站記者: 賭場線
- 台視新聞台 主播.主持.記者
- ◇台視新聞 主播
- ◇台視 新聞記者(黨政線代財經線)
- ◇台視 發現新台幣外景節目主持人
- ◇台視 熱線追蹤專題製作
- 中天新聞台記者: 主跑黨政線
- 年代新聞台記者: 主跑黨政線
- 民視新聞台編輯
- ETtoday新聞雲電子新聞採寫編輯.公關稿

### 曾製作主持影片
- 5. 【天ㄟ帶你三重吃透透】第一站：老闆愛心待用餐

## 外部連結
- 洪婉臻的Facebook專頁
- 洪婉臻的Instagram帳戶